# بدوطر متغضن
بدوطر متغضن (الاسم العلمي:Bodotria rugosa) هو نوع من المفصليات يتبع جنس البدوطر من الفصيلة البدوطرية.